# Rolo
Rolo — бренд усечённых конусообразных или конических усечённых шоколадных конфет с карамельной начинкой внутри.

## История
Конфеты Rolo, разработанные в Англии компанией Mackintosh's (позднее — Rowntree-Mackintosh), представляют собой комбинацию карамели и шоколадной глазури. Бренд был основан в 1937 году в Великобритании.
В 1956 году компания Necco приобрела лицензию на производство Rolos в США. В 1969 году лицензия на производство в США была приобретена компанией The Hershey Company.
В 1988 году компания Nestlé приобрела компанию Rowntree и её бренды, в том числе Rolo. С тех пор начали выпускаться печенья Rolo Biscuits, мороженые, маффины, торты ко дню рождения, десерты, пирожные, пончики, Rolo Mini, большие упаковки Rolo (везде содержится одинаковый вид карамельной начинки), йогурты и пасхальные яйца. В мае 2011 года сеть ресторанов McDonald’s объединила кусочки шоколада и карамельный соус со своим мягким десертом McFlurry, чтобы имитировать вкусовой профиль Rolo в кросс-брендовом продукте. В декабре 2018 года бренд Walmart начал продавать рожки мороженого Rolo и мороженые-сэндвичи в своих магазинах.
В Великобритании конфеты Rolo производятся на фабрике Nestlé Fawdon в Ньюкасл-апон-Тайн.

## Реклама
В 1996 году рекламный ролик Rolo «Слон» (англ. «Elephant») завоевал премию «Гран-при» (англ. «Grand Prix») в секции «Кинольвы» (англ. «Film Lions») на Международном рекламном фестивале «Каннские львы» (англ. «Cannes Lions International Festival of Creativity»). В рекламе слон обманывается маленьким мальчиком и мстит ему спустя десятилетия, ссылаясь на поговорку «слоны никогда не забывают» (англ. «elephants never forget»).
С 1980 по 2003 год бренд Rolo рекламировался со слоганом «Любишь ли ты кого-нибудь настолько, чтобы подарить им свой последний Rolo?» (англ. «Do you love anyone enough to give them your last Rolo?»).